# Tâmega (sub-região)
Tâmega foi uma sub-região estatística portuguesa, parte da região do Norte. O seu núcleo principal integrava-se no distrito do Porto, mas incluía ainda concelhos do distrito de Vila Real, do distrito de Viseu, do distrito de Braga e do distrito de Aveiro. Limita a norte com o Ave e o Alto Trás-os-Montes, a leste com o Douro, a sul com o Dão-Lafões e o Entre Douro e Vouga e a oeste com o Grande Porto. Tinha uma área de 2629 km² e uma população de 550 469 habitantes (censos de 2011).
Compreendia 11 concelhos:
- Amarante
- Baião
- Castelo de Paiva
- Cinfães
- Felgueiras
- Lousada
- Marco de Canaveses
- Celorico de Basto
- Paços de Ferreira
- Penafiel
- Resende

Cabeceiras de Basto e Mondim de Basto passaram a integrar a sub-região do Ave. Ribeira de Pena passou a integrar a sub-região do Alto Trás-os-Montes.
Em 2013, o município de Paredes deixou a Comunidade Intermunicipal do Tâmega e Sousa para integrar a Área Metropolitana do Porto.